# さぎり型巡視艇
さぎり型巡視艇（さぎりがたじゅんしてい、英語: Sagiri-class patrol craft）は、海上保安庁の港内艇（後に巡視艇と改称）の船級。区分上はPC型、公称船型は18メートル型。

## 概要
本型は連合国軍最高司令官総司令部（GHQ）の勧告を斟酌して、流氷に耐えうる船体構造を備えて寒冷地区に配備する巡視艇として設計された。とにかく安価に建造することが求められたことから、運輸技術研究所での検討により、漁船型の重構造木船とされた。また主機関も、価格および納期を考慮して、標準型のストック・エンジンが用いられた。これらのコンセプトは、同年度計画で建造されたはるさめ型（16メートル型CL）と同様であった。
なおマストは、竣工当初はポールマストだったが、後にレーダーの搭載に伴って三脚檣に変更された。

## 同型船一覧
| 計画年度   | #     | 船名     | 建造所     | 竣工          | 解役           |
| ---------- | ----- | -------- | ---------- | ------------- | -------------- |
| 昭和26年度 | PC-26 | さぎり   | 東洋造船所 | 1952年3月16日 | 1969年9月26日  |
| 昭和26年度 | PC-27 | ゆうぎり | 東洋造船所 | 1952年3月3日  | 1970年2月25日  |
| 昭和26年度 | PC-28 | やまぎり | 田家造船   | 1952年3月31日 | 1969年10月20日 |
| 昭和26年度 | PC-29 | かわぎり | 田家造船   | 1952年3月31日 | 1969年9月26日  |